# Bảng tổng sắp huy chương Thế vận hội Mùa hè 1896

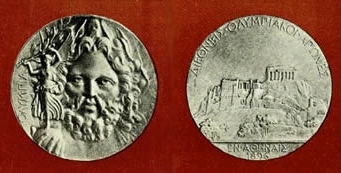
Huy chương bạc được trao cho người chiến thắng tại Thế vận hội Mùa hè 1896 ở Athens, Hy Lạp.

Bảng tổng sắp huy chương Thế vận hội Mùa hè 1896 được trình bày trong bài này cung cấp danh sách xếp hạng các Ủy ban Olympic quốc gia theo số huy chương mà đoàn thể thao của các ủy ban này giành được tại Thế vận hội Mùa hè 1896, Thế vận hội hiện đại đầu tiên, tổ chức ở Athens, Hy Lạp, từ ngày 6 tới 15 tháng 4 năm 1896. Đã có 241 vận động viên đến từ 14 quốc gia tranh tài tại 43 nội dung thuộc 9 môn thể thao của kỳ vận hội này.
Mười quốc gia đoạt được huy chương, bên cạnh đó Đoàn thể thao liên minh giành 3 tấm huy chương. Hoa Kỳ dẫn đầu về số huy chương vàng (11) với 14 vận động viên tham gia, trong khi nước chủ nhà Hy Lạp có nhiều huy chương nhất (46) với 169 vận động viên tham gia, và chỉ kém Hoa Kỳ một huy chương vàng.
Ở những Thế vận hội đầu, một vài nội dung đồng đội có sự góp mặt của các đội gồm những vận động viên thuộc nhiều quốc gia. IOC dùng tên Đoàn thể thao liên minh (với mã ZZX) để gọi nhóm vận động viên này. Một vài vận động viên đoạt được huy chương với cả tư cách cá nhân và như một phần của đoàn thể thao liên minh nên những huy chương này được tính cho các quốc gia khác nhau trong bảng thống kê chính thức. Dionysios Kasdaglis, vận động viên gốc Hy Lạp sống ở Alexandria, Ai Cập, được IOC ghi trong danh sách thi đấu quần vợt nội dung đơn là người Hy Lạp nhưng chính anh và người đồng đội đánh đôi quần vợt của mình, vận động viên cũng người Hy Lạp Demetrios Petrokokkinos, được liệt kê là một đội liên minh.
Tại Thế vận hội đầu tiên này, người chiến thắng được trao một tấm huy chương bạc và một cành ô liu, người về nhì nhận huy chương bằng đồng cùng nhánh nguyệt quế. IOC sau đó đã ấn định huy chương vàng, bạc và đồng cho những vận động viên đã nằm trong top 3 của mỗi nội dung, nhằm tạo sự thống nhất với thông lệ các kỳ đại hội về sau này. Có ba trường hợp đồng hạng huy chương, điều này đã làm tăng số huy chương của một số quốc gia. Cụ thể là Francis Lane của Hoa Kỳ và Alajos Szokolyi của Hungary, cùng xếp thứ ba chạy 100 mét; Evangelos Damaskos và Ioannis Theodoropoulos của Hy Lạp nội dung nhảy sào; và Konstantinos Paspatis của Hy Lạp với Momcsilló Tapavicza của Hungary, môn quần vợt nội dung đơn. Ngoài ra, không có huy chương đồng ở một số nội dung không có người về thứ ba.

## Bảng tổng sắp huy chương

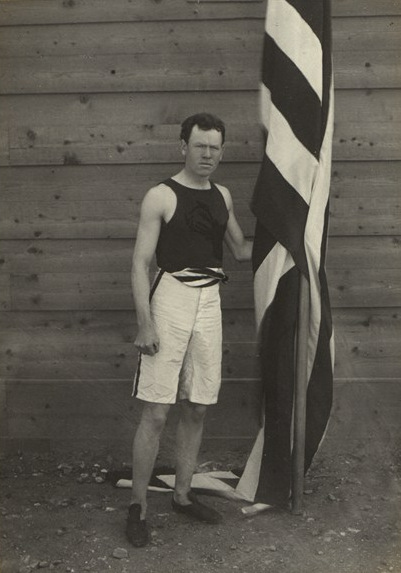
James Connolly của Hoa Kỳ đã chiến thắng nội dung nhảy xa ba bước tại Thế vận hội Mùa hè 1896.

Dưới đây là bảng tổng sắp huy chương Thế vận hội Mùa hè 1896, dựa trên dữ liệu thống kê của Ủy ban Olympic Quốc tế (IOC).[a] Các đoàn được xếp hạng theo số huy chương vàng. Nếu số vàng bằng nhau thì lần lượt tính theo số huy chương bạc và đồng. Sau khi xét hết các tiêu chí đã nêu mà vẫn có những đoàn có thành tích như nhau thì các đoàn đó đồng hạng và được liệt kê trên bảng tổng sắp theo thứ tự bảng chữ cái. IOC cung cấp thông tin về số lượng huy chương, tuy nhiên tổ chức này chưa bao giờ công nhận chính thức hệ thống xếp hạng nào.
| Hạng                | Đoàn                  | Vàng | Bạc | Đồng | Tổng số |
| ------------------- | --------------------- | ---- | --- | ---- | ------- |
| 1                   | Hoa Kỳ                | 11   | 7   | 2    | 20      |
| 2                   | Hy Lạp                | 10   | 17  | 19   | 46      |
| 3                   | Đức                   | 6    | 5   | 2    | 13      |
| 4                   | Pháp                  | 5    | 4   | 2    | 11      |
| 5                   | Anh Quốc              | 2    | 3   | 2    | 7       |
| 6                   | Hungary               | 2    | 1   | 3    | 6       |
| 7                   | Áo                    | 2    | 1   | 2    | 5       |
| 8                   | Úc                    | 2    | 0   | 0    | 2       |
| 9                   | Đan Mạch              | 1    | 2   | 3    | 6       |
| 10                  | Thụy Sĩ               | 1    | 2   | 0    | 3       |
| 11                  | Đoàn thể thao kết hợp | 1    | 1   | 1    | 3       |
| Tổng số (11 đơn vị) | Tổng số (11 đơn vị)   | 43   | 43  | 36   | 122     |